# Charles d'Orléans (1459-1496)
Pour les articles homonymes, voir Charles d'Angoulême et Charles d'Orléans.
Charles d'Orléans ou Charles d'Angoulême, né en 1459 et mort le 1er janvier 1496, est un membre de la dynastie capétienne, comte d'Angoulême. Il est le père du roi François Ier.

## Biographie
Issu du rameau des comtes d'Angoulême de la deuxième maison d'Orléans, il est le fils de Jean d'Orléans (1399-1467), comte d'Angoulême, et Marguerite de Rohan.
En 1467, à la mort de son père, il lui succède au comté d'Angoulême à l'âge de 8 ans, l'exercice de son autorité étant confié à sa mère et à Jean Ier de La Rochefoucauld.

## Mariage et descendance
Le 16 février 1488, il épouse à Paris Louise de Savoie (1476-1531), fille du duc de Savoie Philippe II dit sans Terre et de Marguerite de Bourbon. Deux enfants naissent de cette union :
- Marguerite (1492-1549), qui épouse en 1509 Charles, duc d'Alençon, puis, devenue veuve, en 1527 Henri II d'Albret, roi de Navarre. Elle est la mère de Jeanne III d'Albret et la grand-mère du roi de France Henri IV ;
- François Ier (1494-1547), roi de France (1515-1547)

Il a également plusieurs liaisons : 
- Antoinette de Polignac[1], dont il a deux filles : Jeanne, comtesse de Bar-sur-Seine et épouse du sieur de Givry, légitimée par Louis XII sous le nom de Jeanne d'Angoulême ; Madeleine d'Orléans, (1476-1543), abbesse de l'abbaye Saint-Ausone d'Angoulême en 1490, abbesse de l'abbaye de Farmoutier en 1511 puis abesse de Notre Dame de Jouarre de 1515 jusqu'à sa mort.
- Jeanne Le Conte dont il eut une fille, Souveraine d'Angoulême, légitimée par lettres du mois de mai 1521, qui épouse en 1512 Michel Gaillard de Longjumeau, seigneur de Chagny, panetier du roi[2].

## Sépulture
Sa dépouille, ainsi que celle de son père, retrouvées dans la cathédrale d'Angoulême en 2011, sont réinhumées le 15 février 2015 lors d'une cérémonie présidée par Mgr Claude Dagens en cette même cathédrale.